# Улрих II (Хоенлое-Браунек)
Улрих II фон Хоенлое-Браунек-Халтенбергщетен (на немски: Ulrich II von Hohenlohe-Brauneck; * пр. 1329; † 1345) е господар на Хоенлое-Браунек в Халтенбергщетен (1332 – 1345).
Той е големият син на Улрих I фон Хоенлое-Браунек-Халтенбергщетен († 1332) и съпругата му Мехтилд фон Вайнсберг († 1332), дъщеря на Конрад IV фон Вайнсберг 'Млади', фогт на Долна Саксония († 1323) и Луитгард фон Нойфен († 1299). Внук е на Герхард фон Хоенлое-Браунек в Халтенбергщетен († ок. 1300) и Аделхайд фон Тауферс († сл. 1300). Правнук е на Хайнрих I фон Хоенлое-Браунек.
Брат е на Конрад (каноник във Вюрцбург, † 1333), Андреас († 1340), Гьотц († сл. 1342), Йохан (каноник във Вюрцбург, † 1357) и на Агнес († сл. 1332), омъжена за Албрехт фон Рехберг († 1348).

## Фамилия
Улрих II се жени за неизвестна жена. Те имат децата:
- Улрих III фон Браунек в Халтенбергщетен († 1366/1367), женен 1345 г. за Елизабет фон Меренберг
- Гебхард († 1366), fl 1347
- Андреас († 1391), каноник във Вюрцбург, Бамберг, Майнц и др.
- Гьотц, fl 1352
- Йоханес († сл. 19 април 1381)
- Енгелхард, fl 1345 – 1366

Улрих II се жени втори път пр. 1 юни 1337 г. за графиня Аделхайд фон Хоенлое-Вайкерсхайм († 1340), вдовица на граф Конрад V фон Йотинген († 1313) и на граф Лудвиг VIII фон Ринек († 1333), дъщеря на граф Крафт I фон Хоенлое-Вайкерсхайм († 1313) и втората му съпруга Маргарета фон Труендинген († 1293/1294). Те нямат деца.